# Kees Posthumus (chemicus)
Kees Posthumus  (Harlingen, 16 juni 1902 – Eindhoven, 15 september 1972) was een Nederlands chemicus en de tweede rector magnificus van de Technische Hogeschool Eindhoven (sinds augustus 1986 de Technische Universiteit Eindhoven).

## Biografie
Kees Posthumus is de zoon van een houthandelaar. Na de HBS gaat Posthumus chemie studeren aan de Rijksuniversiteit Groningen. Na zijn kandidaatsexamen zet hij zijn studie voort aan de Universiteit Leiden waar hij in contact komt met de gasthoogleraar Albert Einstein en, via de roeiclub, met Johan Huizinga. Na zijn studie wordt hij docent aan de Christelijke HBS in Leiden. In 1929 promoveert hij op een onderzoek naar 'explosiegebieden van gasmengsels' bij prof.dr. F.A.. Schreinemakers waarvoor hij bij de HBS de experimenten doet.
In 1928 vertrekt Posthumus naar Nederlands-Indië waar hij aan het Christelijk Lyceum van Bandung achtereenvolgens leraar scheikunde en rector is. In 1940 schrijft hij een artikel in De Gids een artikel dat later bekend geworden is als De wet van Posthumus. In 1941 wordt Posthumus buitengewoon hoogleraar aan de TH Bandung. Tijdens de bezetting door Japan verblijft hij achtereenvolgens in de gevangenis van Bandung en het kamp Tjimahi. Hij blijft in die tijd doceren.
Na de capitulatie wordt Posthumus hoofd van de Rijksvoorlichtingsdienst in Indië en in maart 1946 wordt hij voorzitter van de faculteit Technische Wetenschappen aan de tot nooduniversiteit uitgeroepen TH Bandung. In 1947-48 is Posthumus correspondent voor De Groene Amsterdammer. Posthumus nam stelling tegen de eerste politionele acties. Na de onafhankelijkheid van Indonesië blijft hij tot 1955 verbonden aan de TH Bandung.
In 1955 is Posthumus adviseur van de commissie die bezig is met de oprichting van de TH Eindhoven. In september 1956 behoort Prof. dr. Posthumus tot de eerste hoogleraren van de THE. In 1961 volgt hij Henk Dorgelo als rector magnificus op. In de tijd dat hij rector was, kwam de hoogbouw gereed als onderdeel van de uitbreiding van de THE. Posthumus maakt zich sterk voor de oprichting van en centrum voor onderwijsresearch, de opleiding bouwkunde, de opleiding technische bedrijfskunde en een medische faculteit. Alleen dat laatste initiatief blijft zonder succes. Hij steunt het aangaan van een samenwerkingsverband met de universiteit van Nsukka, de eerste universiteit in het net onafhankelijke Nigeria.
Posthumus wordt door zijn collega's en studenten niet herinnerd als een eminent wetenschapper. Hij heeft vooral als bestuurder en onderwijskundige zijn sporen verdiend. Vanaf 1960 is hij ondervoorzitter van de Onderwijsraad. Minister Veringa van Onderwijs en Wetenschappen zorgt ervoor dat hij in november 1967 wordt benoemd tot regeringscommissaris voor het hoger onderwijs. Na discussie over de verenigbaarheid van deze functie met het rectoraat wordt besloten dat van Trier met ingang van het volgende academische jaar rector magnificus zal worden. In september 1968 verschijnt de later als Nota Posthumus bekend geworden nota De universiteit, doelstellingen, functies, structuren. Deze nota is de basis geweest van de voorstellen tot hervorming van het hoger onderwijs van Veringa en diens opvolger van Veen.

## Wet van Posthumus
Volgens de wet van Posthumus krijgt bij het beoordelen van proefwerken en tentamens in het onderwijs een kwart van de leerlingen een onvoldoende, de helft een middelmatig cijfer en een kwart een goed cijfer, onafhankelijk van het niveau van het geleverde werk. Met andere woorden: de eisen passen zich aan de vastgeroeste verdeling aan.

## Citaten
Kees Posthumus was een begenadigd redenaar. Enkele citaten:
- "Theoretisch fysici zijn de profeten, wiskundigen zijn de hogepriesters en scheikundigen de tempeldienaars".
- "Universitair onderzoek en universitair onderwijs zijn schering en inslag van hetzelfde weefsel. Hun draden kunnen worden onderscheiden, zij kunnen niet worden gescheiden zonder vernietiging van de structuur".

## Trivia
- In gebouw Traverse van de TU/e staat een borstbeeld van Posthumus gemaakt door A.J.P. Borstlap.
- Op initiatief van Posthumus kocht de THE, met een subsidie van Philips, in 1962 het Pels en van Leeuwen orgel dat in het Auditorium staat van de TU/e.

## Publicaties
- Theorie of praktijk: een pseudoprobleem, Rede gehouden ter gelegenheid van de tweede dies natalis op 23 juni 1958.
- De lotgevallen van de Technische Hogeschool te Eindhoven gedurende het cursusjaar 1960/1961, Rede uitgesproken door de Rector Magnificus van de Technische Hogeschool te Eindhoven op 20 september 1961.
- De lotgevallen van de Technische Hogeschool te Eindhoven gedurende het cursusjaar 1962-1963, Rede uitgesproken door de Rector magnificus van de Technische Hogeschool te Eindhoven, op 16 september 1963.
- En toch... maar ook... : lotgevallen van de Technische Hogeschool te Eindhoven, gedurende het cursusjaar 1963-1964, Rede uitgesproken door de Rector Magnificus van de Technische Hogeschool te Eindhoven op 21 september 1964.
- Vrijheid en vrijheidsgraden, Rede, uitgesproken door de Rector magnificus van de Technische Hogeschool te Eindhoven, op 20 september 1965.
- Academische Renaissance, Rede uitgesproken bij de overdracht van het rectoraat van de Technische Hogeschool Eindhoven op 16 september 1968.

## Bron
- De kleine TU/e encyclopedie 1956-2006, Joep Huiskamp, Eindhoven, 2006, ISBN 90-73192-30-7